# Kizil Irmak

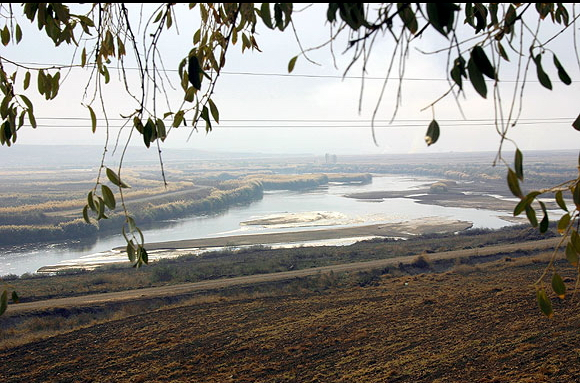
İskilip, Taybı

Kizil Irmak (Rode Rivier) is de grootste Turkse rivier die geheel over Turks grondgebied stroomt. Zij stroomt over 1150 km vanaf het Centraal Anatolisch Plateau naar het zuidwesten en vervolgens naar het noorden waar ze uitmondt in de Zwarte Zee. Zoals de meeste Turkse rivieren is zij niet geschikt voor scheepvaart, maar wordt wel gebruikt voor het opwekken van waterkracht.
In de oudheid werd de rivier Halys (Zoutrivier) genoemd en vormde zij de grens tussen Klein-Azië en de rest van Azië. Op 28 mei 585 v.Chr. vond bij deze rivier de Slag bij de Halys plaats tussen de Meden en Lydiërs. Een totale zonsverduistering werd als teken van de goden gezien en de Lydiërs en Meden sloten vrede.